# أنامر (إدا وكنسوس)
أنامر هو دُوَّار يقع بجماعة سيدي بوعل، إقليم تارودانت، جهة سوس ماسة في المملكة المغربية. ينتمي الدوّار لمشيخة إدا وكنسوس التي تضم 11 دوار. يقدر عدد سكانه بـ 278 نسمة حسب الإحصاء الرسمي للسكان والسكنى لسنة 2004.

## روابط خارجية
- البوابة الوطنية للجماعات الترابية
- المندوبية السامية للتخطيط